# جراحی پلاستیک قومی
جراحی پلاستیک قومی یا جراحی پلاستیک نژادی که به عنوان پیرایش قومی نیز خوانده می‌شود، گونه‌ای جراحی پلاستیک است که می‌خواهد سیمای فرد را تغییر دهد تا کمتر یا بیشتر همانند یک نژاد یا قومیت خاص باشد.